# Обербојинген
Обербојинген (њем. Oberboihingen) општина је у њемачкој савезној држави Баден-Виртемберг. Једно је од 44 општинска средишта округа Еслинген. Према процјени из 2010. у општини је живјело 5.432 становника. Посједује регионалну шифру (AGS) 8116050.

## Географски и демографски подаци
Обербојинген се налази у савезној држави Баден-Виртемберг у округу Еслинген. Општина се налази на надморској висини од 276 метара. Површина општине износи 6,3 km². У самом мјесту је, према процјени из 2010. године, живјело 5.432 становника. Просјечна густина становништва износи 861 становника/km².